# Saul e David
Saul e David è un film del 1965 diretto da Marcello Baldi.

## Distribuzione
Giunto in commissione di revisione il 17 dicembre 1964, al film viene concessa la distribuzione col divieto ai minori di 14 anni "per numerose scene di violenza, di ferite ostentate e talora raccapriccianti, controindicate alla sensibilità dei minori predetti". In seguito al ricorso della produzione affinché si eliminasse il divieto, il film passò nuovamente sotto la lente della censura il 12 gennaio 1965, il quale venne privato delle seguenti scene:
- Inquadratura in cui si vedono le mani mozzate.
- Ridotta la sequenza "Eccidio Sacerdoti di Bob".
- Inquadratura in cui si vede in primo piano Saul che si uccide.
- Alcuni primi piani di guerrieri trafitti alla gola e in altre parti del corpo con grande perdita di sangue.